# Приріччя
Прирі́ччя — село в Україні, у Вишнівській сільській громаді Ковельського району Волинської області. До 1964 р. село носило назву Бовтуни.
Населення становить 48 осіб.

## Історія
У 1906 році село Бережецької волості Володимир-Волинського повіту Волинської губернії. Відстань від повітового міста 47  верст, від волості 8. Дворів 12, мешканців 92.

## Населення
Згідно з переписом УРСР 1989 року чисельність наявного населення села становила 61 особа, з яких 25 чоловіків та 36 жінок.
За переписом населення України 2001 року в селі мешкало 48 осіб. 100 % населення вказало своєю рідною мовою українську мову.